# WTA Doubles Championships 1997
Il World Doubles Cup 1997 è stato un torneo di tennis che si è giocato al Craiglockhart Tennis Centre di Edimburgo in Scozia dal 21 al 24 maggio su campi in terra rossa. È stata la 22ª edizione del torneo.

## Campionesse

### Doppio
Nicole Arendt /  Manon Bollegraf hanno battuto in finale  Rachel McQuillan /  Nana Miyagi con il punteggio di 6–1, 3–6, 7–5